# Station Życzyn
Station Życzyn is een spoorwegstation in de Poolse plaats Życzyn.